# Robert Barnwell Rhett
Robert Barnwell Rhett (né Robert Barnwell Smith ; 21 décembre 1800 - 14 septembre 1876) est un homme politique américain, copropriétaire du journal le Charleston Mercury où il a publié ses opinions politiques. Fervent défenseur de la sécession de la Caroline du Sud, partisan de l'esclavage, il fait partie des «Fire-Eater». Il a été membre de la Chambre des représentants des États-Unis de Caroline du Sud de 1837 à 1849, sénateur américain de Caroline du Sud. de 1850 à 1852 puis député de Caroline du Sud au Congrès provisoire des États confédérés de 1861 à 1862.

## Biographie

### Jeunesse
Il est né en 1800 avec le nom de Robert Barnwell Smith à Beaufort, en Caroline du Sud, aux États-Unis. Il est le huitième enfant de James Smith et Marianna Gough. Il étudie ensuite le droit et est admis au barreau,. Il commence à exercer chez son tuteur à Charleston Thomas Grimké. Trois ans plus tard, avec son cousin Robert W. Barnwell, ils partent pour le district de Colleton et y forment leur propre étude ensemble,.

### Début de carrière politique
Il est élu membre de la législature de Caroline du Sud et élu à quatre reprises en 1826, 1828, 1830 et 1832,. Bien que démocrate, ses idées politiques sont extrêmement pro-esclavagiste. À la fin de la crise «Nullification» en 1833, il déclare à la Convention de Nullification de la Caroline du Sud :

« A people, owning slaves, are mad, or worse than mad, who do not hold their destinies in their own hands. »

— Robert Barnwell Rhett
En 1832, Rhett est élu procureur général de la Caroline du Sud et sert jusqu'en 1837. Il est ensuite élu représentant des États-Unis sous l'étiquette démocrate lors de la 25e élection au Congrès et réélu lors des cinq suivantes jusqu'en 1849. En 1837-1838, ses frères et lui changent leur nom de famille de Smith en celui d'un ancêtre colonial éminent, le colonel William Rhett qui a été gouverneur général des Bahamas,. Suivant ce qu'il pensait au sujet de la Nullification, il s'oppose aussi avec véhémence au tarif protectionniste de 1842 .

### Leader des Fire-Eaters
Le 31 juillet 1844, il lance le Bluffton Movement. Ce mouvement combattait le «Tariff» (nouvelle charge fiscale) et le manque d'ardeur des politiciens nordistes à vouloir faire entrer le Texas dans l'Union. Il appelle la Caroline du Sud à revenir à l'annulation ou à déclarer la sécession. Son extrémisme est tel qu'il est rejeté par des démocrates de Caroline du Sud plus modérés y compris le sénateur John C. Calhoun, qui craignait que cela ne mette en danger la candidature de James K. Polk à la présidence des États-Unis.
Rhett s'oppose au compromis de 1850 le considérant comme contraire aux intérêts du Sud esclavagiste. Il rejoint d'autres Fire-Eaters à la Convention de Nashville de 1850, laquelle n'approuve pas son objectif de sécession pour tout le Sud. Après la convention de Nashville, Rhett, William Lowndes Yancey et quelques autres se réunissent à Macon, en Géorgie, le 21 août 1850, et forment l'éphémère Southern National Party. En décembre 1850, il est élu sénateur américain pour terminer le mandat laissé vacant par la mort de Calhoun. Il continue de préconiser la sécession en réponse au compromis, mais en 1852, la Caroline du Sud s'abstient de déclarer la sécession et adopte simplement une ordonnance déclarant le droit d'un État à la sécession. Déçu de voir le camp des coopérant prendre le dessus sur celui des sécessionnistes, il remet sa démission de son siège au Sénat le 7 mai 1852.
Les sept années suivantes, il prend ses distances avec la politique en tant qu'élu et privilégie les affaires privées. Toutefois, il continue d'exprimer ses sentiments sécessionnistes enflammés à travers le Charleston Mercury dont Robert Jr., son fils a repris en main le poste d'éditeur.

### Père de la Sécession
Le 4 juillet 1859, il reprend son rôle de leader sécessionniste et lance une harangue à Grahamville appelant à la sécession si un républicain l'emporte aux élections présidentielles. La Convention nationale démocrate de 1860 se réunit à Charleston, en Caroline du Sud, et une grande partie des délégués du Sud la quitte lorsqu'ils constatent que la convention n'est pas suffisamment pro-esclavagiste. Cela conduit à la division du parti démocrate et à la séparation des candidats du Nord et du Sud à la présidence. Cette division a pratiquement assuré l'élection d'un républicain anti-esclavagiste, ce qui à son tour déclenche les déclarations de sécession dans sept États. Au cours de la campagne présidentielle de 1860, un rapport largement crédité publié dans le Nashville Patriot sous-entendait que la division des démocrates était le résultat escompté d'un complot de Rhett, Yancey et William Porcher Miles ourdi à la Southern Convention à Montgomery, Alabama, en mai 1858 dans le but d'aboutir à la sécession. Son acharnement à obtenir la sécession lui vaut le surnom de «Père de la Sécession».

### États confédérés
Après l'élection d'Abraham Lincoln (du Parti républicain), Rhett est élu à la Convention de sécession de Caroline du Sud. Il est ainsi un des 169 députés qui ont unanimement déclaré le 20 décembre 1860, la sécession de l'État. Il est ensuite député de Caroline du Sud au Congrès provisoire des États confédérés à Montgomery. Il est l'un des députés les plus actifs et le président du comité qui rend compte de la Constitution des États confédérés. C'est lui qui introduit la durée du mandat de président de la confédération à 6 ans. Il est ensuite été élu à la Chambre des représentants confédérée. Il n'obtient pas de fonction supérieure dans le gouvernement confédéré et retourne en Caroline du Sud. Pendant le reste de la guerre de Sécession, il critique vivement la politique du président Jefferson Davis notamment avec l'appui du Charleston Mercury.

### Retraite
Après la guerre, Rhett s'installe en Louisiane. La guerre le ruine et l'a physiquement épuisé. Il est atteint d'un cancer de la peau. Contrairement aux rumeurs, il n'est pas délégué à la Convention nationale démocrate de 1868. Il entreprend la rédaction de ses mémoires chez son gendre Roman avec son fils aîné Robert et son épouse Katherine. Robert Barnwell Rhett meurt dans la plantation de son gendre à la paroisse St. James, en Louisiane, et est enterré au cimetière de Magnolia à Charleston.

## Famille

### Ascendance
Robert Barnwell Smith (Rhett) est d'ascendance anglaise. Il avait un grand oncle maternel qui était le représentant américain Robert Barnwell et le sénateur Robert Woodward Barnwell (fils de Robert) était donc aussi de sa famille. Une cousine des Barnwell était l'épouse d'Alexander Garden.

### Vie familiale
Le 21 février 1827, Robert Barnwell Smith épouse Elizabeth Washington Burnet. Le couple a onze enfants. Elizabeth décède probablement lors de l'accouchement d'un douzième enfant en 1852. Il se marie ensuite avec Catherine Herbert Dent le 25 avril 1854. Ce second mariage lui donne trois autres enfants.
Robert Barnwell Rhett, avait deux plantations et 190 esclaves.

### Descendance
Son fils Robert Rhett Jr. est probablement le plus connu de ses enfants. Il partageait les responsabilités éditoriales de son père dans le Charleston Mercury. Robert Barnwell Rhett, Jr. a publié le Journal of Commerce à Charleston de 1876 à 1878. Il a salué un discours d'audience de LeRoy Franklin Youmans,.
Son fils Edmund Rhett, capitaine dans l'armée confédérée, est mort des suites d'une maladie contractée sur le champ de bataille.
Un autre de ses fils, Robert Woodward Rhett, meurt durant la guerre en étant tué lors des sept jours de combats pour la défense de Richmond.

## Héritage
La maison de Robert Barnwell Rhett située au 2 Courthouse Square à Charleston a été déclarée monument historique national en 1973. La maison date de 1832 et est bâtie sur un plan de maison double de type Charleston.
Ses mémoires devaient selon ses souhaits être détruits à son décès mais ce ne sera pas le cas. Son gendre les utilise pour aider le général Beauregard à écrire les siennes. Son fils Robert B. Rhett Jr, les utilise aussi dans ses propres écrits et les loue de temps en temps à d'autres auteurs désirant écrire leurs propres mémoires ainsi qu'à John W. Dubose pour son ouvrage sur Yancey. Ils seront finalement publiés en intégralité par l'Université de Caroline du Sud.